# Paul Usteri
Paul Usteri, né le 14 février 1768 à Zurich et mort le 9 avril 1831 également à Zurich, est un homme politique et un botaniste suisse.